# Theóni Drakopoúlou
Theóni Drakopoúlou (en grec moderne : Θεώνη Δρακοπούλου), née en 1885 et morte le 4 août 1968, est une actrice et poétesse grecque, également connue sous le nom d’artiste de Myrtiótissa.

## Biographie
Theóni Drakopoúlou naît à Constantinople, en 1885, dans la banlieue de Bebéki. Elle est la sœur de la pianiste et féministe Ávra Theodoropoúlou. Son père, Aristoménis Drakópoulos, est le fils de Theónis Kalamogdárti et le petit-fils d'Andréas Kalamogdártis, fils d'une famille noble de Patras. Il travaille à Constantinople comme premier interprète de l'ambassade de Grèce. Il a la culture et tous les moyens d'offrir à sa fille l'éducation requise par son tempérament artistique précoce. Six ans après la naissance de Theóni, son père est nommé consul général de Grèce en Crète, alors occupée par les Turcs, où il s'installe avec sa famille. Après avoir passé deux ans sur l'île, ils s'installent définitivement à Athènes, où Theóni fréquente l'école d'art dramatique Hill de Pláka. Dès l'école, elle a un penchant pour la poésie et le théâtre. Elle participe à des représentations amateurs de théâtre antique, suit des cours à la l'école dramatique royale du Théâtre national. En tant qu'actrice amateur, elle participe à la Nouvelle scène (el) de Konstantínos Christomános (el),. En 1904, elle participe à la représentation d'Antigone de Sophocle et se produit également au théâtre municipal et au théâtre national. Cependant, elle doit  interrompre ce parcours théâtral en raison de l'opposition de sa famille.
Elle épouse Spyros Pappas avec lequel elle s'installe à Paris. De son mariage, elle a un fils, Geórgios (el), qui est devenu un comédien au sein du théâtre grec. Son mariage, cependant, ne dure pas longtemps. Après la séparation, elle retourne en Grèce où elle travaille comme professeur de diction au Conservatoire d'Athènes,. Son histoire d'amour avec le poète Loréntzos Mavílis est décisive pour son expression poétique. Après la mort dramatique de ce dernier, lors de la bataille de Drískos (el), en 1912, Myrtiótissa, âgée de 27 ans, se tourne vers la poésie pour exprimer sa douleur.
Myrtiótissa  publie les œuvres poétiques Chants (1919), Flammes jaunes (1925) (avec une préface de Kostís Palamás), Les dons de l'amour (1932, prix de l'Académie d'Athènes) et Les Cris (1939, prix d'État), tandis qu'en 1953, elle  publie un recueil intitulé Poèmes. Elle reçoit un prix d'État en 1939 pour Les cris.
En outre, après la mort prématurée de son fils en 1958, elle écrit en prose la chronique George Pappas dans son enfance, publiée en 1962. Elle publie également une anthologie pour enfants en deux volumes en 1930, traduit Médée d'Euripide et des poèmes d'Anna de Noailles.
Dans les dernières années de sa vie, elle souffre de diabète. Elle meurt après une crise cardiaque à Athènes le 4 août 1968, à l'âge de 83 ans. Elle est enterrée dans la tombe familiale de la famille Drakopoulou au Premier cimetière d'Athènes. Les archives de la famille Kalamogdarti ont donné les Poèmes à son cousin Geórgios Papadiamantópoulos, qui en a fait don à la bibliothèque municipale.

## Œuvre
La poésie est un exutoire pour le caractère romantique et émotionnel de Theóni Drakopoúlou. Elle est l'une des figures féminines les plus importantes dans le domaine de la poésie grecque moderne. Son œuvre poétique est dominée par un lyrisme intense, tandis que ses thèmes fréquents sont la nature et le diptyque de l'amour et de la mort. Personnalité d'une sensibilité particulière, elle écrit, désespérée, sur l'amour mais aussi pleine d'amour pour la nature, des poèmes empreints de passion et de sincérité. Au fil du temps, son chemin devient de plus en plus intérieur : « Ma robe de chair et de sang était fondue par mon âme ». Son talent est reconnu par ses pairs et il trouve un chaleureux soutien en la personne de Kostís Palamás, qui lui donne son appréciation inconditionnelle et préface plusieurs de ses recueils de poésie. Les Flammes jaunes (Οι Κίτρινες Φλόγες - 1925) et Les Cris (Κραυγές - 1939) sont considérés comme les plus importants.